# Béla Rothenbühler
Béla Rothenbühler (* 1990 in Reussbühl) ist ein Schweizer Dramaturg, Autor und Musiker.
Rothenbühler wuchs in Reussbühl, heute Teil der Stadt Luzern auf, studierte an der Universität Zürich unter anderem Germanistik und Philosophie. Er arbeitete 2016–2023 mit dem Kollektiv Fetter Vetter & Oma Hommage in der freien Theaterszene in Luzern und ist seither weiterhin als freischaffender Dramaturg tätig. Neben der Arbeit als Dramaturg ist Rothenbühler Sänger und Songwriter der Luzerner Band Mehltau sowie Songtexter für Hanreti, Simone Felber und weitere.
2021 erschien sein Debütroman Provenzhauptschtadt im Luzerner Verlag Der gesunde Menschenversand in der edition spoken script.
Sein Zweitling Polifon Pervers erschien 2024 ebenda. Beide Bücher sind in Luzerner Mundart verfasst. Mit dem Schelminnenroman Polifon Pervers wurde er 2024 erstmals an die Solothurner Literaturtage eingeladen und für den Schweizer Buchpreis nominiert. 2025 erhielt er für dieses Buch einen Schweizer Literaturpreis.
Rothenbühler lebt und arbeitet in Luzern.

## Werk
- Provenzhauptschtadt. Roman. Der gesunde Menschenversand, edition spoken script 38. Luzern 2021, ISBN 978-3-03853-110-4.
- Polifon Pervers. Roman. Der gesunde Menschenversand, edition spoken script 50. Luzern 2024, ISBN 978-3-03853-149-4.
  - Polyphon Pervers. Hochdeutsch von Uwe Dethier. Voland & Quist. Berlin 2025, ISBN 978-3-86391-446-2